# Drachenwand
Die Drachenwand ist eine Felswand mit 1176 m ü. A. Höhe in den Salzkammergut-Bergen, einer Berggruppe in den Nördlichen Kalkalpen. Aufgrund ihrer touristisch attraktiven Lage am Westufer des Mondsees ist sie ein beliebtes Ausflugsziel für Wanderungen von St. Lorenz aus. Ihre bewaldete südliche Seite weist nur eine geringe Steigung auf, nach Norden jedoch bildet sie eine eindrucksvolle, etwa 700 Meter hohe, fast senkrechte Felswand, die das Panorama des nördlichen Mondsees dominiert.

## Geologie

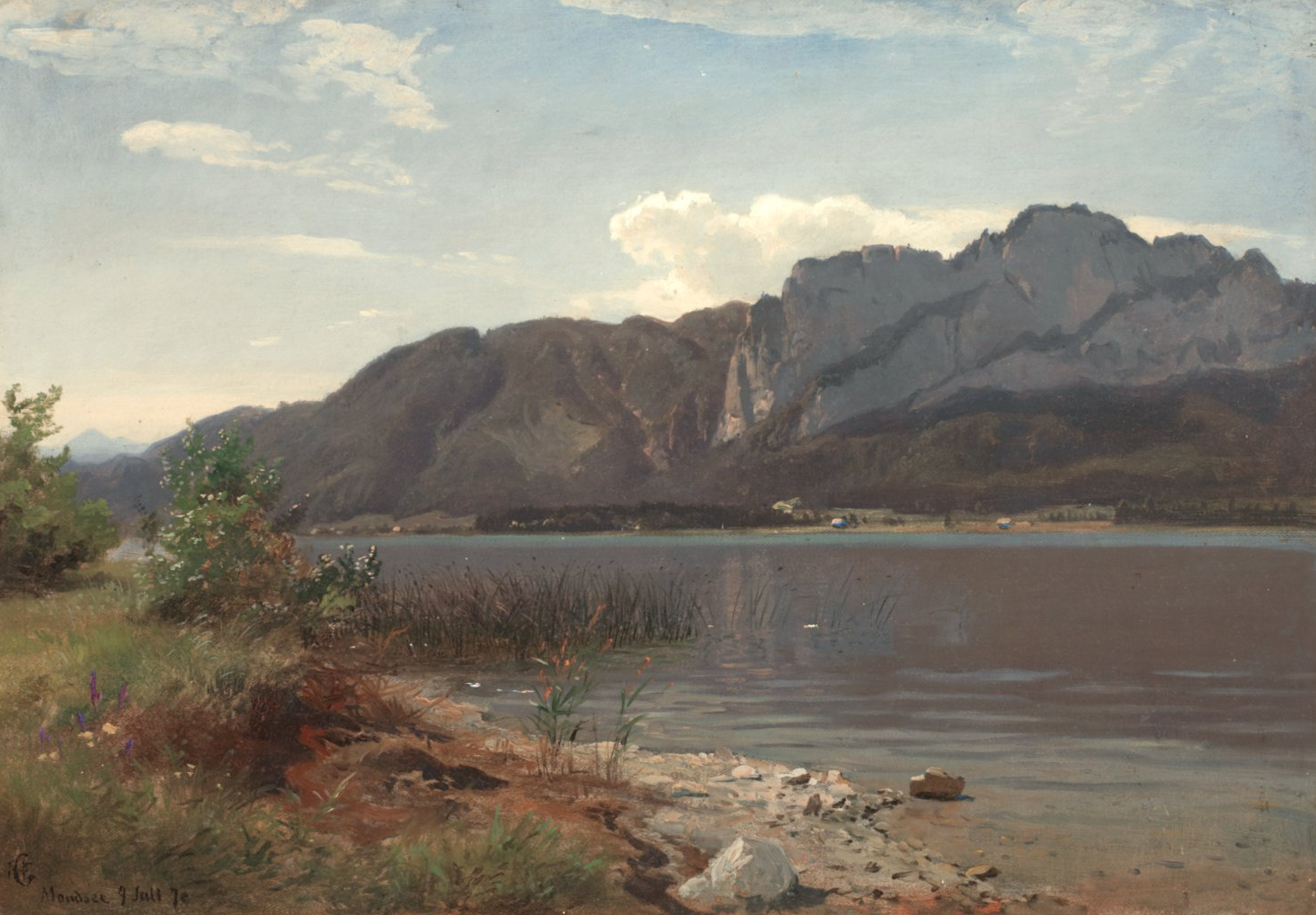
Drachenwand mit dem Mondsee im Vordergrund, Gemälde von Hans Fredrik Gude, 1870

Entstanden ist die Drachenwand durch die tektonischen Kräfte der alpidischen Gebirgsbildung vor etwa 100 bis 5 Millionen Jahren, als sich von Süden her die Gesteinsmassen der Tirolischen Decke über die Flyschzone, eine Gesteinsformation, die den Übergang zum Alpenvorland markiert, schoben. Die Wand besteht aus  Wettersteinkalk.

### Höhlen
Am Fuße der Drachenwand entspringt eine starke Karstquelle in der Nähe des fast 25 Meter breiten Portals der Klausbachhöhle (Höhlenkataster 1532/2, 47° 48′ 45″ N, 13° 21′ 23″ O). Auf einen engen Eingang folgen geräumigere Höhlenteile und schließlich die sogenannte Drachenhalle, aus deren See die Quelle gespeist wird. In den mächtigen, nacheiszeitlichen Sedimenten im Eingangsbereich wurden latènezeitliche und jüngere Kulturreste sowie Haustierknochen gefunden.
Nördlich davon liegt das Nixloch auf 47° 48′ 53″ N, 13° 21′ 18″ O.
Direkt unterhalb des Grates gibt es das Drachenloch, ein Felsenfenster, das aus dem Grat eine schmale Brücke macht.

## Lage und Umgebung

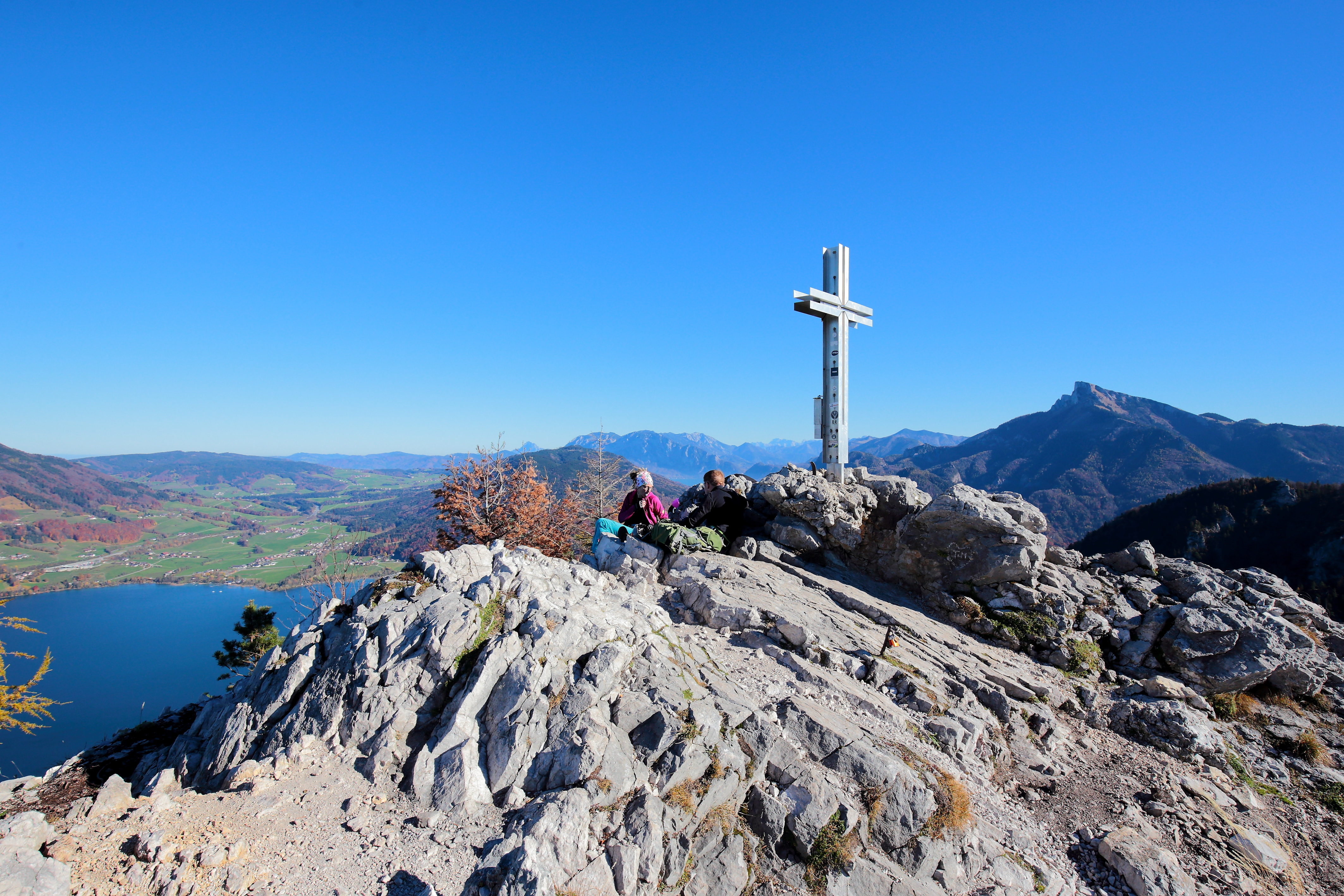
Gipfelkreuz am 1060 Meter hohen Vorgipfel der Drachenwand, der gleichzeitig der obere Ausstieg des Drachenwand-Klettersteiges ist

Die Drachenwand zieht sich in einer Länge von gut einem Kilometer von West nach Ost und hat auf 1176 Metern ihren höchsten Punkt. Auf dem Kamm verläuft die Grenze zwischen den österreichischen Bundesländern Oberösterreich im Norden und Salzburg im Süden. Benachbarte Berge sind im Westen die 1264 Meter hohe Schatzwand und der 1328 Meter hohe Schober, im Osten der unmittelbar benachbarte Drachenstein (1060 m, mit Gipfelkreuz), und im Südosten der Almkogel mit 1030 Metern Höhe. Nächster bedeutender Ort ist das gut einen Kilometer Luftlinie in nordöstlicher Richtung liegende St. Lorenz am Westufer des Mondsees.

## Touristische Erschließung

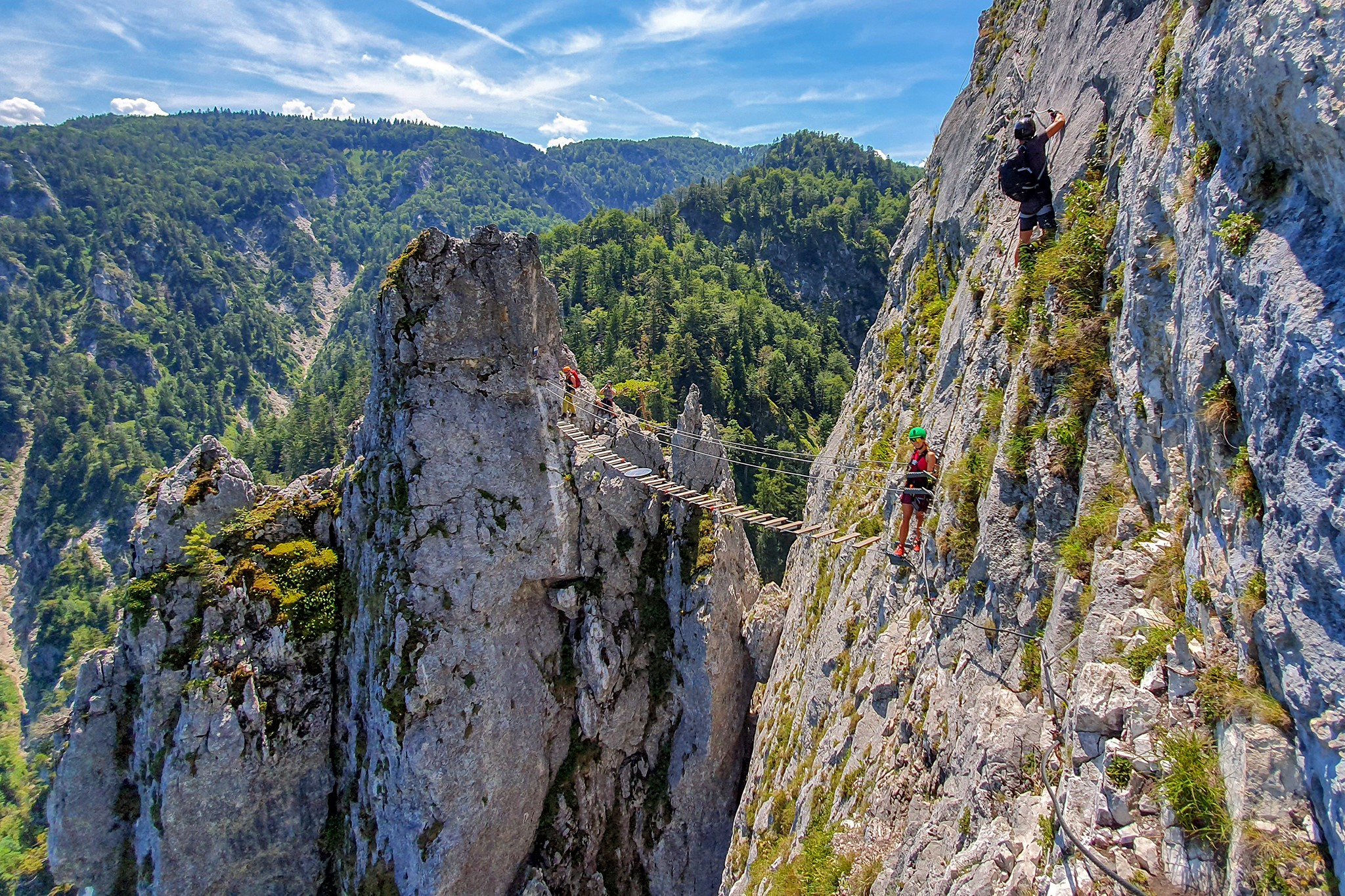
Drachenwand-Klettersteig

Auf die Drachenwand führt ein alpiner Steig, welcher teilweise mit Seilversicherungen und Leitern versehen ist. Von Osten aus ist das Dorf Plomberg, ein südlicher Ortsteil von St. Lorenz, der Ausgangspunkt für eine Besteigung über diesen felsigen Steig mit teilweisem Klettersteigcharakter. Im Jahr 2008 wurde entlang des Ostgrats ein Klettersteig auf den Vorgipfel der Drachenwand errichtet. Dieser hat eine Schwierigkeitsstufe von C und Variante C/D und überwindet rund 400 Höhenmeter (inklusive Zustieg rund 560 Höhenmeter). Das Alpinklettern ist an der Drachenwand aufgrund des brüchigen Gesteins und der damit verbundenen Steinschlaggefahr heikel.

## Sage

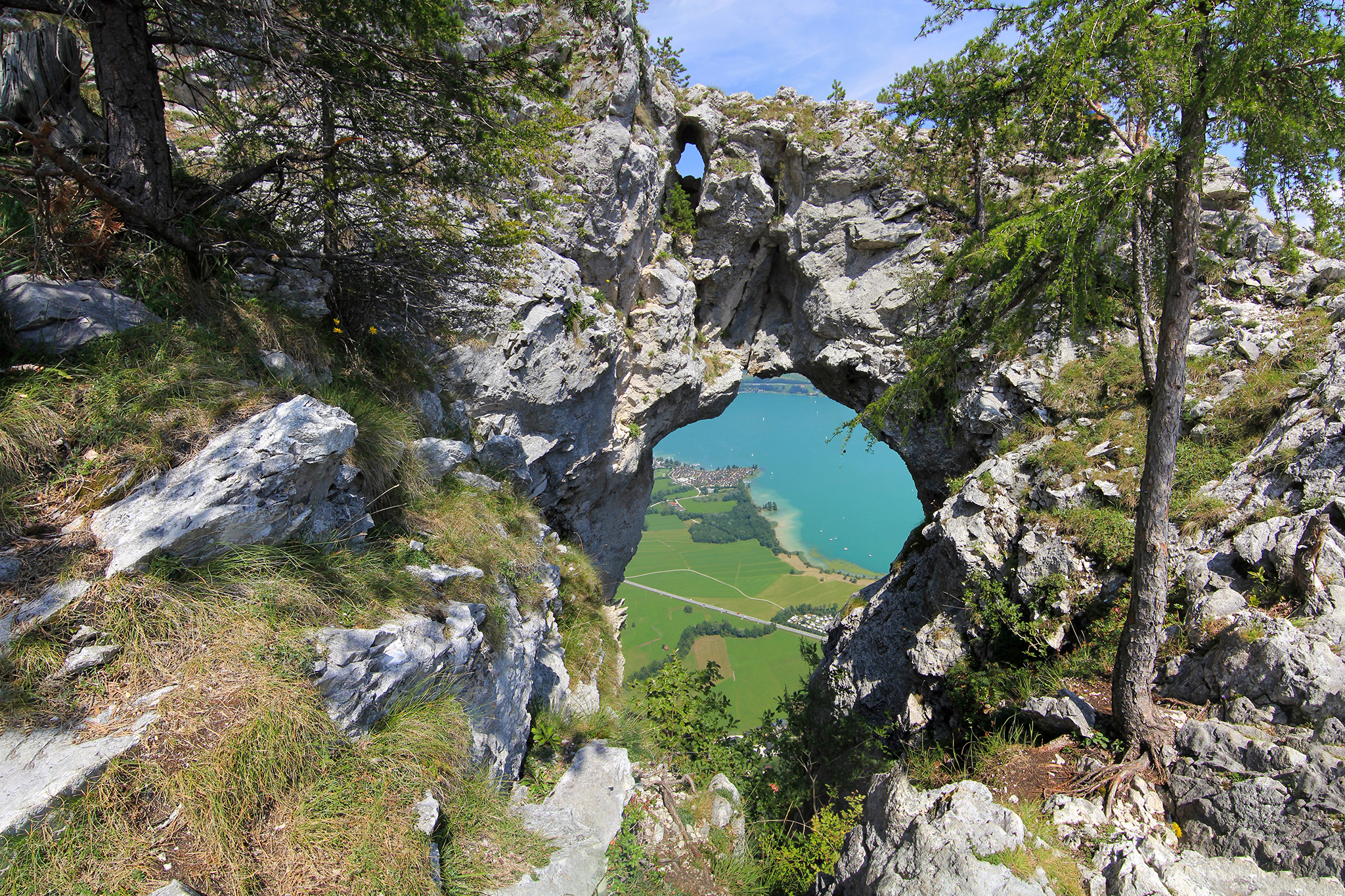
Drachenloch

Ihren Namen hat die Wand aus einer Sage. Ein Drache hauste in einer Höhle in der Felswand und verheerte die Gegend, bis ein Ritter den Drachen besiegte. Er soll zur Beobachtung des Drachen den Wartturm erbaut haben, an den heute die Ruine Wartfels erinnert. Es gibt mehrere Varianten zur Erklärung der Steinformation: Eine besagt, dass die Köchin eines Pfarrers heimlich den Rahm von der Milch abgeschöpft und ihrem Dienstherrn nur verwässerte Milch vorgesetzt habe, daher holt sie der Teufel. Nach einer anderen Version missachtet sie das Tanzverbot in der Fastenzeit. Da die Köchin sich aber lautstark über ihre harte Strafe beklagte und zu zetern und zu schreien begann, kam der Teufel vom Kurs ab, krachte mitten durch den Berg und riss ein Loch, das Drachenloch, das noch heute zu sehen ist.